# لیویسک (آرکانزاس)
لیویسک (به انگلیسی: Levesque) یک منطقهٔ مسکونی در ایالات متحده آمریکا است که در شهرستان نیوکراس، آرکانزاس واقع شده‌است. لیویسک ۷۰٫۱ متر بالاتر از سطح دریا واقع شده‌است.